# 丈
【丈】 — китайський ієрогліф. Один з 996 ієрогліфів, обов'язкових для вивчення в японській початковій школі.Дуже часто використовується на письмі в японській мові.

## Значення
1. зріст.
2. одиниця довжини (3,03030303 м; в часи династії Чжоу — 2,25 м).
1) (кит.) чжан
2) (яп.) дзьо
3. обмірювати (землю).
4. палиця.
5. дід, старійшина, пан; суфікс ввічливості до імені товариша.
6. (яп.) даю; суфікс ввічливості до імені актора.

Ключ: 1 (一 + 2);  Кількість рисок: 3.
Введення ієрогліфа методом цанзє: 十大 (JK); Введення ієрогліфа чотирикутним методом: 50000. .

## Прочитання
| Китайська         |                           |                   |                   |                 |                 |
| Мандаринська мова | Мандаринська мова         | Мандаринська мова | Мандаринська мова | Кантонська мова | Кантонська мова |
| чжуїнь            | піньїнь                   | Вейд-Джайлз       | кирилиця          | ютпхін          | Єль             |
| ㄙㄢˋ ㄓㄤˋ       | sàn (san4) zhàng (zhang4) | san4 chang4       | сань чжан         | zoeng6          | jeung6          |

| Корейська |         |               |              |      |          |
|           | хангиль | стара латинка | нова латинка | Єль  | кирилиця |
| Звук:     | 장      | chang         | jang         | cang | чан      |
| Назва:    | 어른    | ǒrǔn          | eoleun       | elun | олин     |

| Японська |                |                |                |
|          | кана           | латинка        | кирилиця       |
| Он:      | じょう         | jō             | дзьō           |
| Кун:     | たけ           | take           | таке           |
| Ім'я:    | とも ひろ ます | tomo hiro masu | томо хіро масу |